# Jean Julien Bodinier
Pour les articles homonymes, voir Bodinier.
Jean Julien Bodinier (Saint-Malo le 7 janvier 1747 - Saint-Servan 16 octobre 1819), négociant-armateur puis représentant de Saint-Malo à divers assemblées législatives.

## Biographie
Jean Julien Bodinier est le fils de Toussaint Bodinier (vers 1701-1776), sieur de la Rivière, armateur, et d'Olive Le Maire (vers 1712-1787). Après le décès de son père il reprend ses activités en s’associant avec son beau-frère, époux de sa sœur Madeleine, Étienne-Eusèbe-Joseph Huard, un ancien avocat au Parlement de Bretagne.
Négociant-armateur à Saint-Malo et Receveur général des droits de navigation du port il est député des armateurs à l’assemblée de Saint-Malo, réunie le 1er avril 1789 pour la rédaction du cahier de doléances de la cité. Il est élu suppléant de son beau frère Huard aux États Généraux comme second député suppléant de la Sénéchaussée de Rennes. Il se rend alors à Versailles pour le début de la session en mai 1789. Dans les coulisses de l'Assemblée Constituante il s'efforce en vain de faire adopter un projet visant à la division de la Bretagne en six départements dont un constitué au profit de Saint-Malo. Ses efforts sont annihilées par l'influence des représentants de Rennes et de Saint-Brieuc.
En septembre 1791, Bodinier est élu député suppléant du département d'Ille-et-Vilaine à l’Assemblée législative. Plus tard, en 1792, il ne reçoit pas de mandat pour siéger à la Convention. En juin 1793 il est l’un des derniers à armer des navires pour « la course ». Il prend part ensuite au mouvement fédéraliste du Calvados et il est arrêté et emprisonné en novembre 1793 sur l'ordre de Jean-Baptiste Le Carpentier. Transféré à Paris pour y être exécuté il ne doit son salut qu'au 9 Thermidor. Rallié au Directoire et au Premier Empire il est ensuite successivement membre du Conseil des Cinq-Cents comme représentant de d'Ille-et-Vilaine du 17 octobre 1795 au 26 décembre 1799 puis membre du Corps Législatif du 28 janvier 1800 au 1er juillet 1808. Il se retire à Saint-Servan où célibataire et déprimé il se suicide en se jetant dans un puits le 16 octobre 1819.

## Sources
- « Jean Julien Bodinier », dans Adolphe Robert et Gaston Cougny, Dictionnaire des parlementaires français, Edgar Bourloton, 1889-1891 [détail de l’édition]
- René Kerviler Cent ans de représentation bretonne, galerie de tous les députés envoyés par la Bretagne aux diverses législatures qui se sont succédé depuis 1789 jusqu'à nos jours 1889.